# Autostrada A7 (Svizzera)
L'autostrada A7 è un'autostrada della Svizzera che collega Winterthur al confine tedesco presso Kreuzlingen. È lunga 35 km.